# Maçka (Trebisonda)

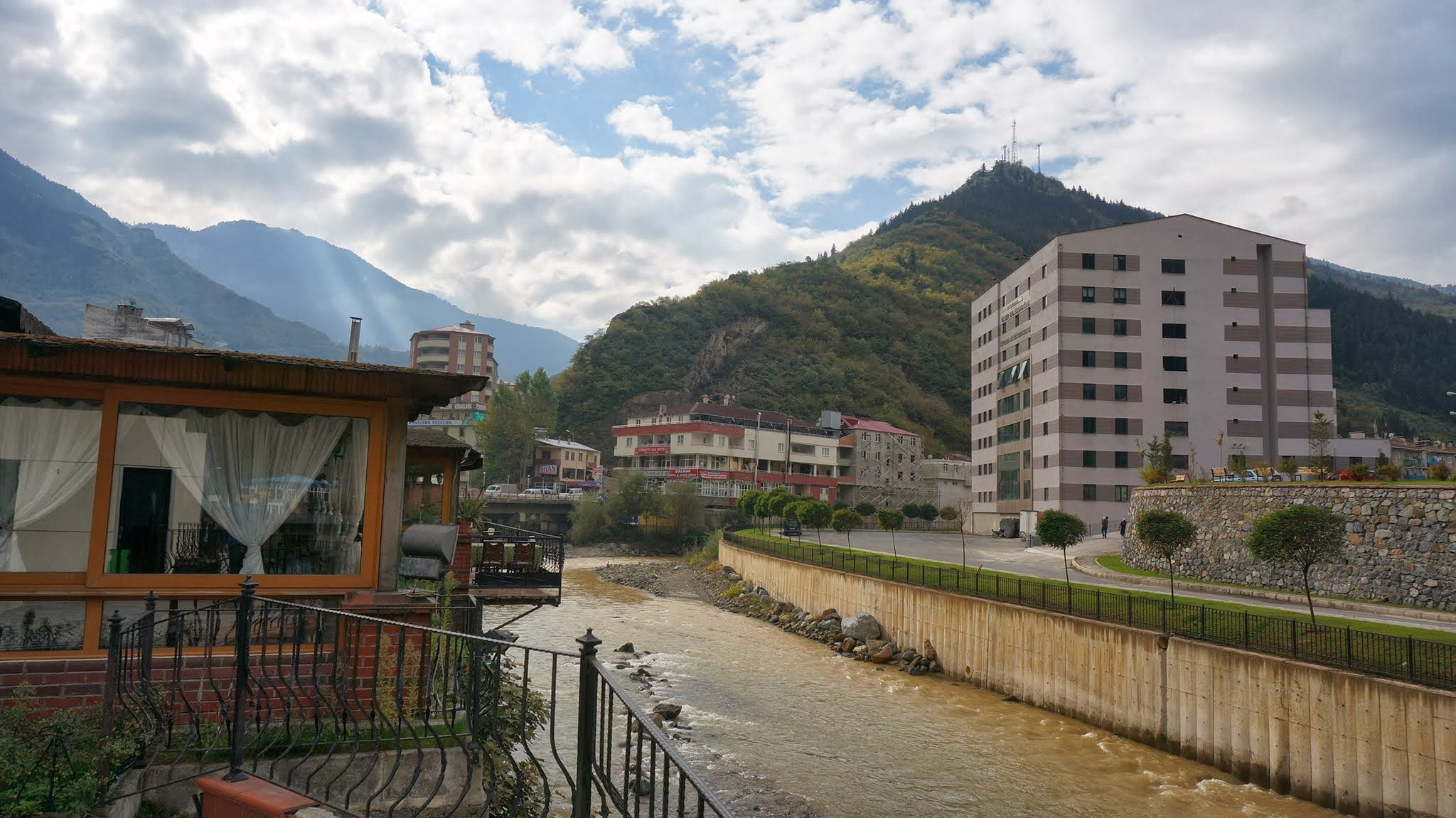
A view of Maçka

Maçka è un comune (in turco Maçka Belediyesi; in greco δῆμος Ματσούκας?, dē̂mos Matsoúkas ; lazico: მაჩხაშ ბელედიჲე Maçxaş belediye; in armeno Մաճկայի մունիցիպալիտետ?, Mačkayi municʻipalitet) della provincia di Trebisonda, in Turchia, capoluogo del distretto omonimo.